# Usedlost č. p. 16 (Telecí)
Usedlost čp. 16 v Telecím v okrese Svitavy v Pardubickém kraji, Je roubená stavba, jedna z nejstarších vesnických usedlostí ve stylu Poličského dvorce, které se na Svitavsku dochovaly. Památkově chráněná stavba byla 1. října 2014 prohlášena za národní kulturní památku.

## Historie domu
Podle obecní kroniky obce Telecí pochází první zmínka o stavbě už z roku 1552, kdy ji vlastnil Marek Staňků. Přestože se chalupa od té doby mnohokrát přestavovala a měnila majitele, dendrochronologický výzkum zaměřený na datování dřeva provedený v roce 2009 potvrdil, že roubení pochází z jedlí a smrků pokácených v roce 1565. Usedlost nyní vlastní manželé Sečkařovi, kteří stavení koupili pro rekreační účely v 70. letech.

## Popis
Tato čtyřboká usedlost zahrnuje patrové roubené stavení a dvůr, uzavřený kolnami ze tří stran. Stěny obytného traktu jsou z velké části roubené. Největší světnice s povalovým stropem vysokým přes tři metry má povaly kladené kolmo ke štítu, které vystupují vně v průčelní stěně. Celá tato místnost, sroubená z neotesaných kmenů, je zřejmě nejstarší částí stavby, zatímco ostatní mohou podle datace na prkně ze zadního štítu pocházet z roku 1781. 
Obytný trakt měl 2 topeniště, která se nezachovala v původní podobě, dále dva zděné, převážně cihlové komíny, nad střechou zakončené valenou klenbičkou. Dřevěný bedněný štít se 4 větracími okénky v průčelí u cesty je postaven do kříže. Zadní štít obytného traktu je bedněný a sestavený „do V“ bez polovalby. Šindelová střecha je sedlová, s hambalkovým krovem.
Nízké, převážně roubené hospodářské budovy dvůr uzavírají ze tří stran a čtvrtou stranou se připojují k domu usedlosti. Severovýchodní křídlo obsahuje chlívky nebo komory a do dvora je otevřeno podstájí. Tato podstáj pokračuje v jihovýchodním křídle, kde je umístěn i vjezd a čtvercový chlév. Ve třetím křídle jsou dva nestejně velké hospodářské prostory. 
Hospodářská křídla jsou na vnější straně roubená, na vnitřní straně většinou volná nebo zčásti bedněná, uzavřená dřevěnými vraty. Jižní nároží je obestavěno dvěma stěnami neobvyklé rámové, resp. hrázděné konstrukce. Sedlová střecha probíhá spojitě kolem dvora a má 2 vikýře se stříškou a makovičkou. Vzadu za obytným stavením samostatně stojí roubená stodola obdélného půdorysu.